# Iker Fimbres
Iker Jareth Fimbres Ochoa (ur. 2 czerwca 2005 w Hermosillo) – meksykański piłkarz występujący na pozycji ofensywnego lub środkowego pomocnika, od 2024 roku zawodnik Monterrey.